# Aspidogyne fimbrillaris
Aspidogyne fimbrillaris är en orkidéart som först beskrevs av Benjamin Samuel Williams, och fick sitt nu gällande namn av Leslie Andrew Garay. Aspidogyne fimbrillaris ingår i släktet Aspidogyne och familjen orkidéer. Inga underarter finns listade i Catalogue of Life.